# Анакампсеровые
Анакампсеровые (лат. Anacampserotaceae) — семейство цветковых растений порядка Гвоздичноцветные. Впервые его выделение было предложено в выпуске журнала Taxon от февраля 2010 года. Оно было описано Урсом Эггли (англ. Urs Eggli) и Рето Ниффелером (англ. Reto Nyffeler) в их анализе полифилии подпорядка Portulacineae порядка Гвоздичноцветные (Caryophyllales). Выделение нового семейства основовалось на молекулярных и морфологических данных. Три относимых к нему рода — Anacampseros, Grahamia и Talinopsis — ранее рассматривались в составе семейства Портулаковые (Portulacaceae). Выделение этого семейства было подтверждено системой APG III.

## Таксономия
Anacampserotaceae Eggli & Nyffeler, Taxon 59(1): 232 (-233). 2010 [5 Feb 2010] (2010).

### Роды
Подтвержденные роды (3) по данным сайта Plants of the World Online на 2023 год:
- Anacampseros L.
- Grahamia Gillies ex Hook. & Arn.
- Talinopsis A.Gray

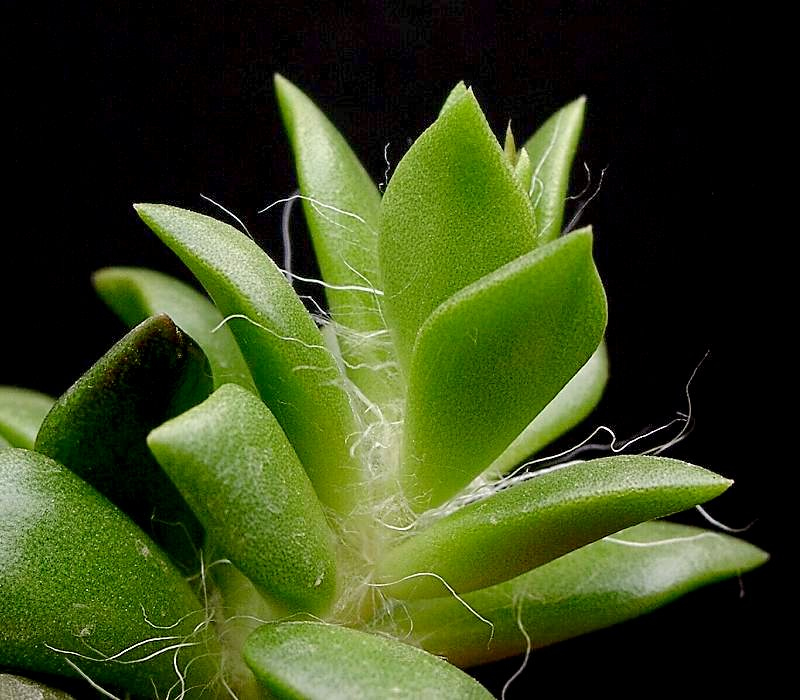
Anacampseros
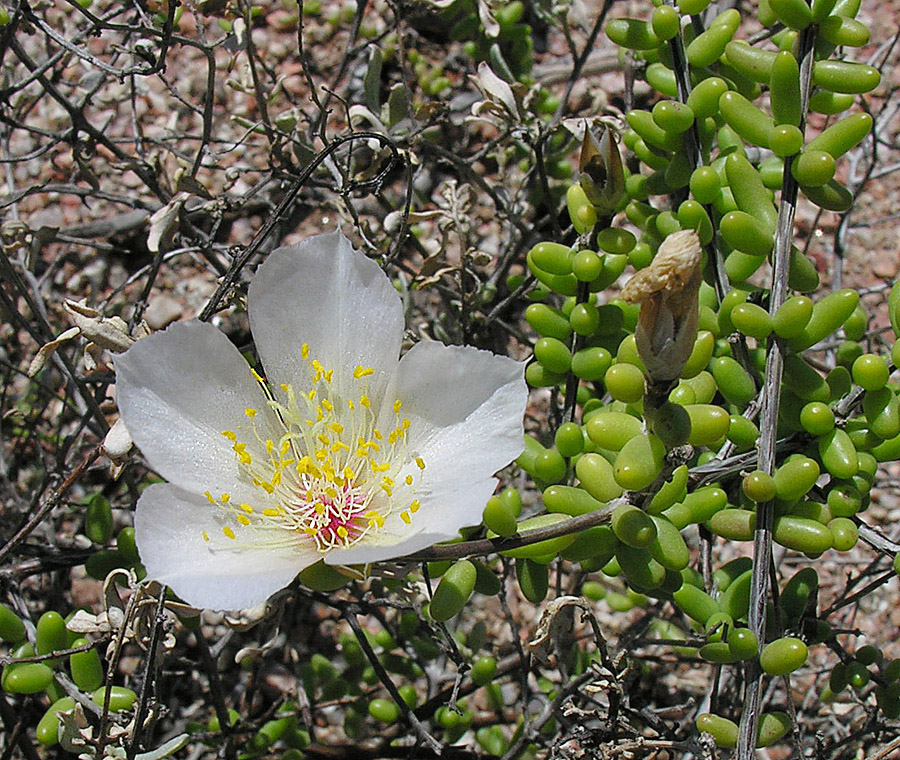
Grahamia
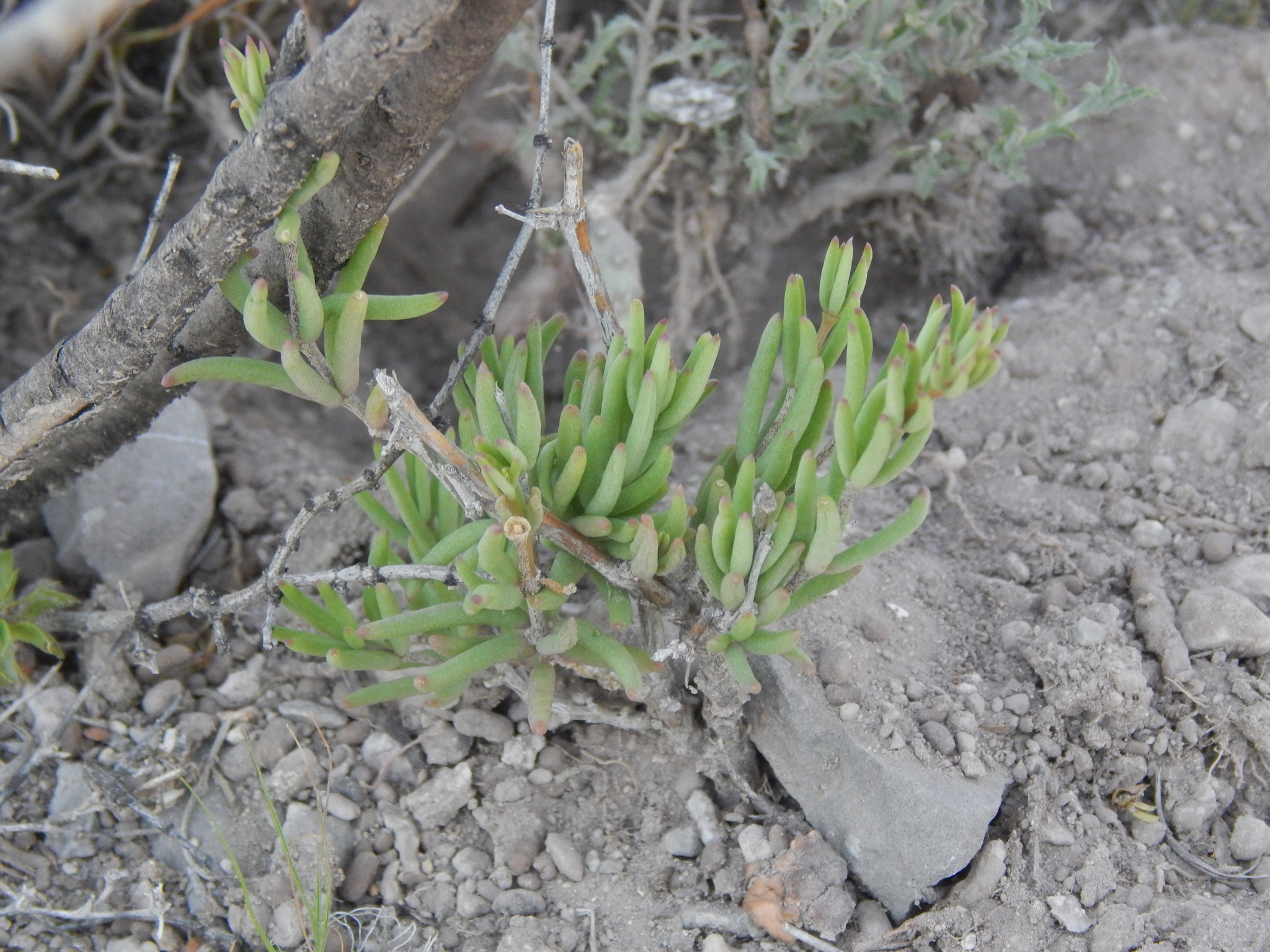
Talinopsis